# 46920 Suzanedwards
46920 Suzanedwards è un asteroide della fascia principale. Scoperto nel 1998, presenta un'orbita caratterizzata da un semiasse maggiore pari a 2,6517689 au e da un'eccentricità di 0,0241722, inclinata di 27,54328° rispetto all'eclittica.